# Östansjö, Hallsbergs kommun
Östansjö är en tätort i Viby socken i Hallsbergs kommun.

## Historia
Samhället liger utmed västra stambanan Stockholm–Göteborg. Järnvägsstationen togs i bruk den 1 januari 1907 och lades ned den den 9 juni 1986. Ett stort antal skofabriker var huvudnerven i samhällets expansion. Orten hade också flera aktiva idrottsklubbar.
Östansjö är beläget i Viby socken och ingick efter kommunreformen 1862 i Viby landskommun. I denna inrättades för orten 17 december 1943 Östansjö municipalsamhälle som upplöstes 31 december 1955. Orten ingick från 1965 till 1970 i Hallsbergs köping och ingår sedan 1971 i Hallsbergs kommun.

### Befolkningsutveckling
| Befolkningsutvecklingen i Östansjö 1960–2020 | Befolkningsutvecklingen i Östansjö 1960–2020 | Befolkningsutvecklingen i Östansjö 1960–2020 | Befolkningsutvecklingen i Östansjö 1960–2020 | Befolkningsutvecklingen i Östansjö 1960–2020 |
| -------------------------------------------- | -------------------------------------------- | -------------------------------------------- | -------------------------------------------- | -------------------------------------------- |
|                                              |                                              |                                              |                                              |                                              |
| År                                           |                                              |                                              | Folkmängd                                    | Areal (ha)                                   |
| 1960                                         | 1960                                         |                                              | 758                                          |                                              |
| 1965                                         | 1965                                         |                                              | 738                                          |                                              |
| 1970                                         | 1970                                         |                                              | 708                                          |                                              |
| 1975                                         | 1975                                         |                                              | 825                                          |                                              |
| 1980                                         | 1980                                         |                                              | 965                                          |                                              |
| 1990                                         | 1990                                         |                                              | 926                                          | 140                                          |
| 1995                                         | 1995                                         |                                              | 892                                          | 140                                          |
| 2000                                         | 2000                                         |                                              | 870                                          | 140                                          |
| 2005                                         | 2005                                         |                                              | 862                                          | 140                                          |
| 2010                                         | 2010                                         |                                              | 868                                          | 139                                          |
| 2015                                         | 2015                                         |                                              | 869                                          | 149                                          |
| 2020                                         | 2020                                         |                                              | 833                                          | 148                                          |
|                                              |                                              |                                              |                                              |                                              |

## Samhället
Östansjö är ett villasamhälle med ett fåtal små arbetsplatser. Ett stort antal föreningar finns i Östansjö, bland annat en frikyrkoförsamling, föräldraförening och idrottsförening. Bäcksjön är en populär mötesplats och badstrand.
Nära samhället ligger den spektakulära Dovrasjödalen, som utgörs av en sprickbildning.

## Framstående personer från Östansjö
- Tobias Karlsson född 1977, professionell dansare. Har bland annat varit med i Let's Dance (TV-program).
- Sara Grahn född 1988, ishockeymålvakt. Har spelat i både VM och OS.

## Galleri

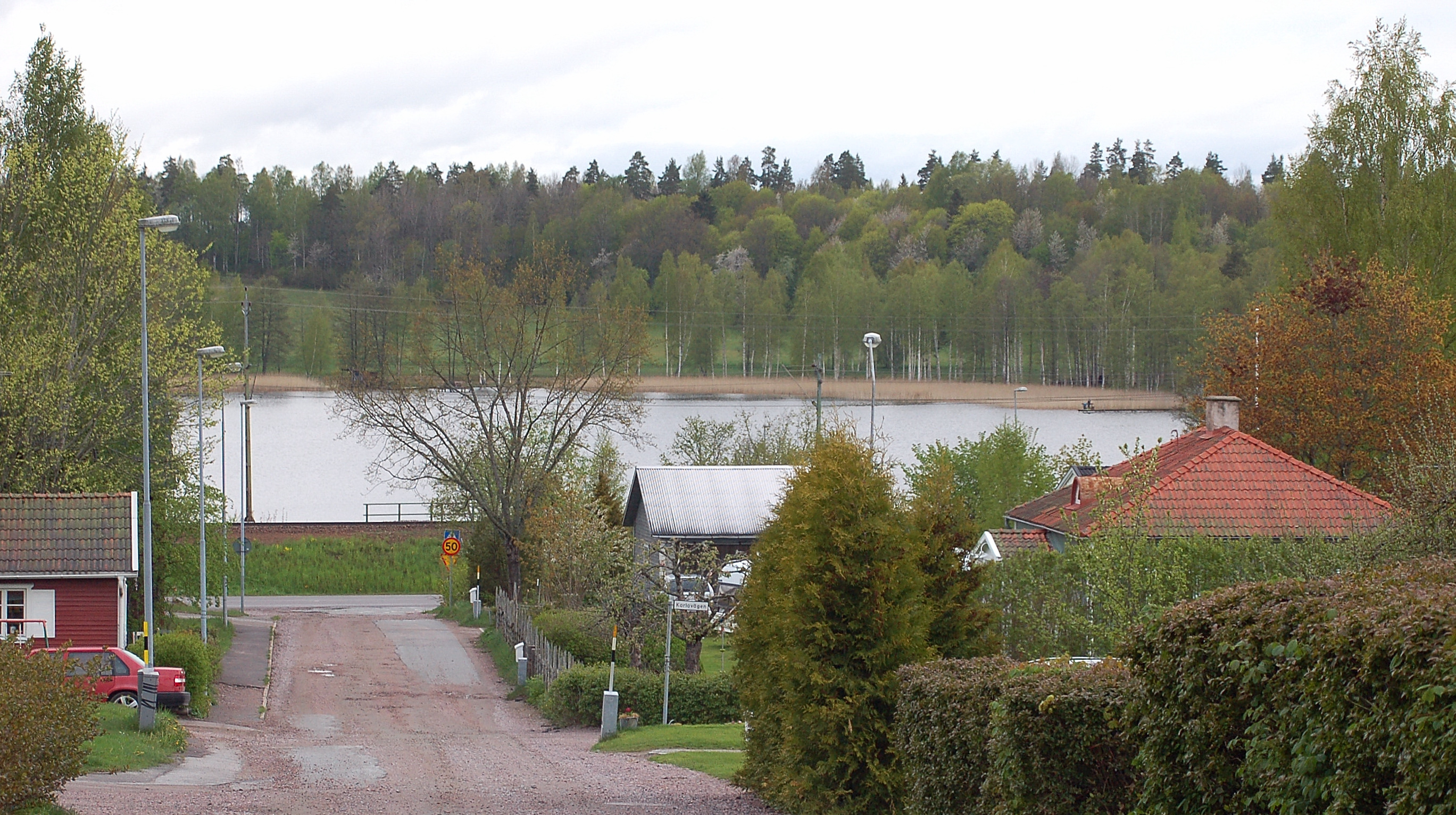
Bäcksjön från Vallgatan
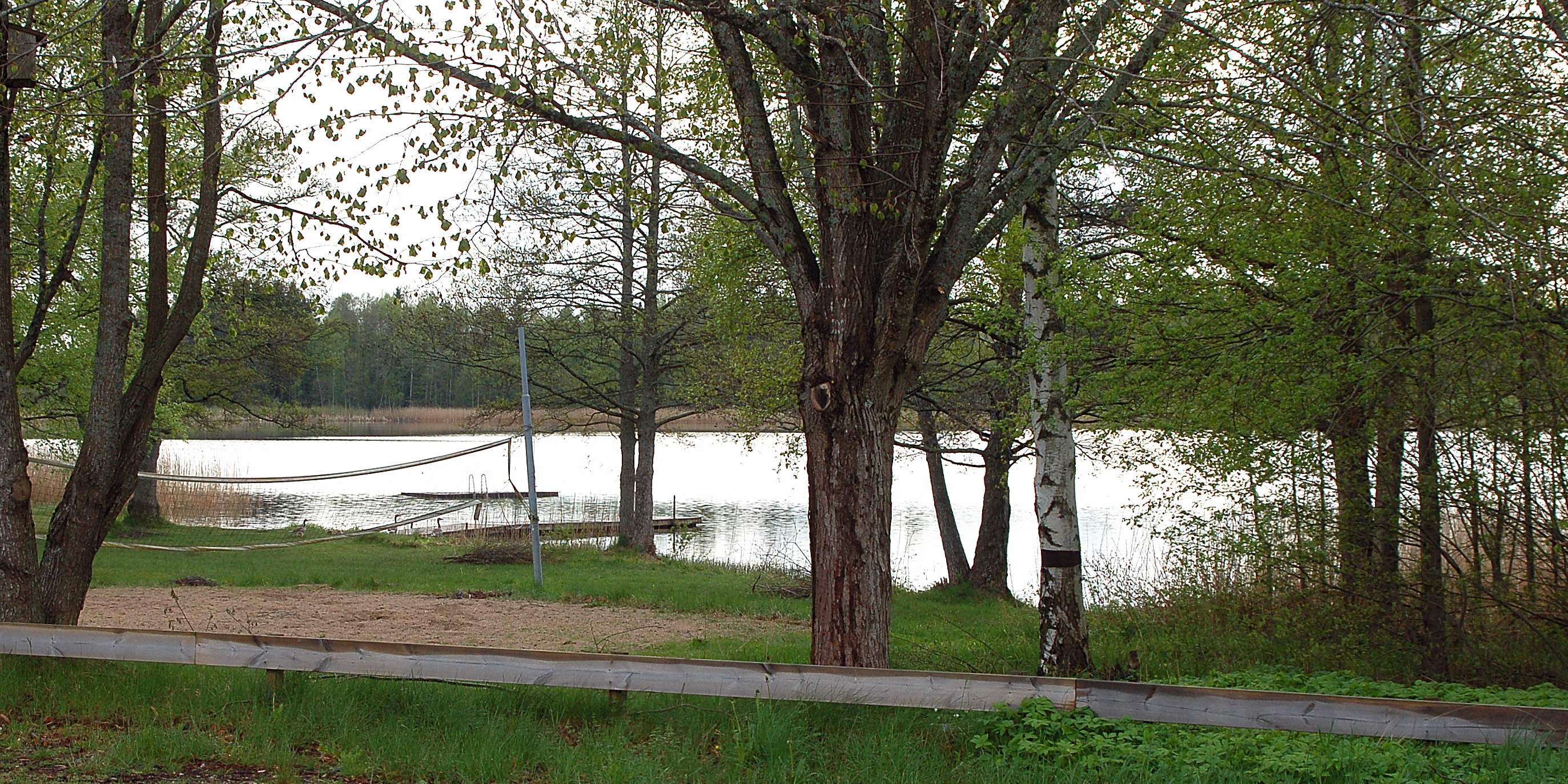
Badplatsen vid Bäcksjön
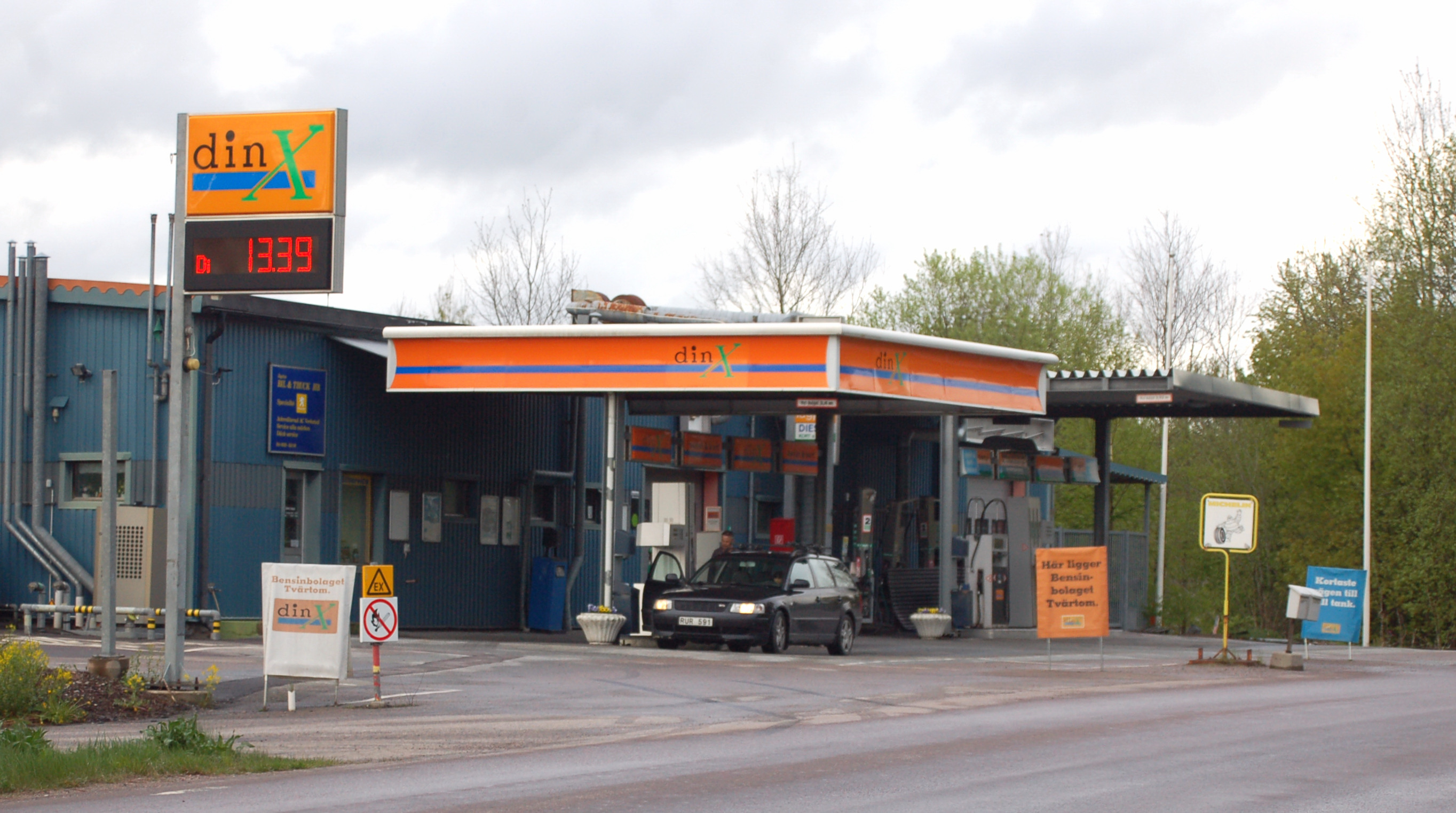
Bensinstationen i tätorten
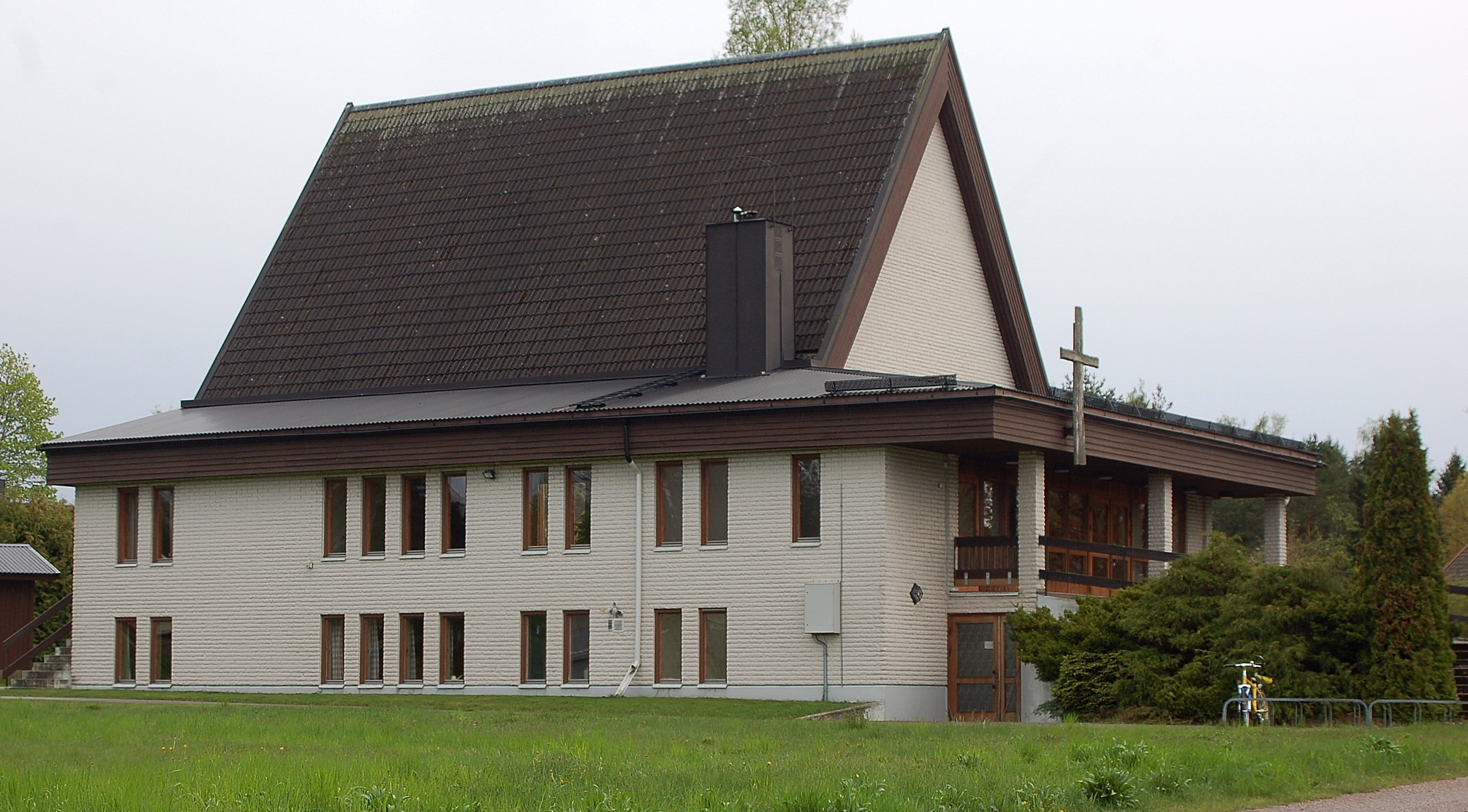
Frikyrkan Bäcksjökyrkan